# Tamone
Il Tamone o lou Tamoùn è una montagna delle Alpi Cozie alta 1.393 m situata in Valle Grana. 
Interessa i comuni di Bernezzo e Valgrana, in Provincia di Cuneo e ha una prominenza topografica di 207 metri. 

## Toponimo
Il toponimo "Tamone", localmente conosciuto come "lou Tamoùn", è una distorsione dell'occitano "amount" che significa "luogo elevato, a monte". Significato simile è espresso dal termine prelatino "talamon", interpretato come "monte di terra". 